# 에스페란사 스폴딩
에스페란사 스폴딩(Esperanza Spalding, 1984년 10월 18일 ~ )은 미국의 재즈 음악가, 베이스 연주가이다.
그래미상에서 4회 수상하였으며 2011년 2월 13일 제 53회 그래미 시상식에서 수상한 그녀가 수상한 최고 신인상은 재즈 뮤지션에게는 처음 수여된 상이다.

## 생애
1984년 10월 18일 오리건주 포틀랜드에서 태어났으며 어려서부터 음악에 재능을 보여 5세때부터 챔버 오케스트라에서 바이올린을 연주하였다. 10대 시절 독학으로 여러 악기를 공부하였으며 포틀랜드주립대학교의 음악 프로그램에 장학생으로 입학했다. 그후 에스페란사 스폴딩은 보스턴의 버클리 음악 대학에 전액 장학생으로 편입한 뒤 2005년에 버클리 음악 대학에서 졸업하였다. 백악관에도 초청받아 공연하는 등 미래가 밝은 젊은 재즈 뮤지션답게 현재도 왕성한 활동 중이다.
2017년부터 하버드 대학교 음악대학의 교수로 재직 중이다.
2018년에 버클리 음악 대학에서 명예 박사 학위를 수여받았다.

## 음반 목록
- Junjo (2006)
- Esperanza (2008)
- Chamber Music Society (2010)
- Radio Music Society (2012)
- Emily's D+Evolution (2016)
- Exposure (2017)
- 12 Little Spells (2018)
- Songwrights Apothecary Lab (2021)